# 大寧県
大寧県（だいねい-けん）は中華人民共和国山西省臨汾市に位置する県。

## 歴史
南北朝時代、北周により設置された。606年（大業2年）に隋代により廃止されたが、619年（武徳2年）に唐代により再設置された。元代には1266年（至元3年）に廃止されたが、1286年（至元23年）に再設置された。
1958年、隰県と統合され隰寧県（同年呂梁県と改称）とされたが、1961年に分割設置され現在に至る。

## 行政区画
- 鎮:昕水鎮、曲峨鎮、太古鎮
- 郷:三多郷、太徳郷